# Термаховка
Термахо́вка (укр. Термахівка) — село, входит в Иванковский район Киевской области Украины.
Население по переписи 2001 года, составляло 534 человека. Почтовый индекс — 07240. Телефонный код — 4591. Занимает площадь 3 км². Код КОАТУУ — 3222085601.

## Объекты
- Есть православная церковь.

## Местный совет
07240, Київська обл., Іванківський р-н, с. Термахівка